# La Taverne Chōji
Pour plus de détails, voir Fiche technique et Distribution.
La Taverne Chōji (居酒屋兆治, Izakaya Chōji) est un film japonais réalisé par Yasuo Furuhata et sorti en 1983.

## Synopsis
Eiji Fujino, dit Chōji, est marié et a deux enfants. Il tient près du port de Hakodate une modeste taverne, où amis et habitants du quartier viennent boire et se restaurer. Chōji, ancien cadre de la compagnie de construction navale, est un homme placide et taciturne qui semble se satisfaire de sa situation et de la vie qu'il mène. Mais son passé le rattrape lorsque Sayo, son ancien amour de jeunesse, mets le feu à sa propre maison et s'enfuit de Hakodate.

## Fiche technique
- Titre : La Taverne Chōji[1]
- Titre original : 居酒屋兆治 (Izakaya Chōji?)
- Titre anglais : Chōji Snack Bar
- Réalisation : Yasuo Furuhata
- Scénario : Yasuko Ōno, d'après un roman de Hitomi Yamaguchi
- Photographie : Daisaku Kimura
- Montage : Akira Suzuki
- Musique : Takayuki Inoue
- Production : Juichi Tanaka
- Sociétés de production : Tanaka Productions et Tōhō
- Direction artistique : Yoshirō Muraki
- Son : Ken'ichi Benitani
- Assistant réalisateur : Hiroyuki Momozawa
- Pays d'origine :  Japon
- Langue originale : japonais
- Format : couleurs — 2,35:1 — 35 mm — son mono
- Genre : drame
- Durée : 125 minutes[2] (métrage : 3 450 m[2])
- Date de sortie :
  - Japon : 12 novembre 1983[2]

## Distribution
- Ken Takakura : Eiji Fujino, dit Chōji
- Tokiko Katō : Shigeko, la femme de Chōji
- Reiko Ōhara : Sayo Kamiya
- Kunie Tanaka : Yoshiharu Iwashita
- Jūzō Itami : Kawahara
- Eiji Misato : Inoue
- Masao Komatsu : Akimoto, un client de Chōji
- Naomi Chiaki : Mineko
- Kei Satō : Yoshino Kōzō, le directeur général de la compagnie de construction navale
- Mitsuru Hirata : Ochi, employé de la compagnie de construction navale
- Hatsuo Yamaya : Arita, employé de la compagnie de construction navale
- Sabu Kawahara : Kodera, employé de la compagnie de construction navale
- Ryō Ikebe : Horie
- Eijirō Tōno : Matsukawa, le vendeur de yakitori chez qui Chōji a fait son apprentissage
- Hideji Ōtaki : le professeur
- Mako Ishino : Taka, la jeune femme du professeur
- Noboru Mitani : Nakamura, inspecteur de police
- Nenji Kobayashi : Ozeki, inspecteur de police

## Distinctions

### Récompenses
- Japan Academy Prize :

Prix du meilleur son : Ken'ichi Benitani
- Blue Ribbon Awards :

Prix du meilleur acteur dans un second rôle pour Kunie Tanaka

### Sélections
- Japan Academy Prize :

Prix du meilleur scénario pour Yasuko Ōno, du meilleur acteur dans un second rôle pour Kunie Tanaka et Jūzō Itami, prix de la meilleure actrice dans un second rôle pour Takako Katō